# Calathea arrabidae
Calathea arrabidae är en strimbladsväxtart som beskrevs av Friedrich August Körnicke. Calathea arrabidae ingår i släktet Calathea och familjen strimbladsväxter. Inga underarter finns listade.